# Crateri di Tritone
Segue una lista dei crateri d'impatto presenti sulla superficie di Tritone. La nomenclatura di Tritone è regolata dall'Unione Astronomica Internazionale; la lista contiene solo formazioni esogeologiche ufficialmente riconosciute da tale istituzione.
I crateri di Tritone portano i nomi di divinità marine di varie culture e luoghi legati all'acqua, quali fontane, isole, geyser.
Tritone è stato finora raggiunto unicamente dalla sonda Voyager 2. I dati raccolti durante il sorvolo ravvicinato non sono stati sufficienti a determinare le dimensioni delle caratteristiche superficiali per cui l'IAU censisce solamente le coordinate in attesa che ulteriori missioni forniscano dati più precisi.

## Prospetto
| Cratere  | Eponimo | Latitudine | Longitudine | Diametro |
| -------- | --- | ---------- | ----------- | -------- |
| Amarum   | Amarum - Nella mitologia quechua, spirito dalle sembianze di anaconda verde.                                                        | 26° N      | 24,5° E     | n.d.     |
| Andvari  | Andvari - Nella mitologia norrena, uno dei nani creati all'inizio del tempo, viveva in una cascata sotto le sembianze di un luccio. | 20,5° N    | 34° E       | n.d.     |
| Cay      | Cay - Divinità della mitologia maya.                                                                                                | 12° S      | 44° E       | 11 km    |
| Ilomba   | Ilomba - Nella mitologia dei Lozi dello Zambia, una serpe d'acqua connessa al mito della distruzione.                               | 14,5° S    | 57° E       | n.d.     |
| Kurma    | Kūrma - Nell'induismo, il secondo avatara di Visnù nella forma di tartaruga.                                                        | 16,5° S    | 61° E       | n.d.     |
| Mazomba  | Mazomba - Nella mitologia dei Chaga della Tanzania, pesce gigante.                                                                  | 18,5° S    | 63,5° E     | n.d.     |
| Ravgga   | Ravgga - Nella mitologia dei Sami, pesce dorato con capacità divinatorie.                                                           | 3° S       | 71,5° E     | n.d.     |
| Tangaroa | Tangaroa - Nella mitologia dei Maori, dio del mare e della pesca.                                                                   | 25° S      | 65,5° E     | n.d.     |
| Unga     | Unga - Nella mitologia degli Inuit, nano che vive sott'acqua.                                                                       | 1,08° S    | 40,03° E    | 9 km     |
| Vodyanoy | Vodyanoy - Nella mitologia slava, spirito delle acque.                                                                              | 17° S      | 28,5° E     | n.d.     |
| Xuuch    | Xuuch - Parola in maya yucateco per i pozzi ricavati in zone paludose tipici dello Yucatán.                                         | 6,43° S    | 62,45° E    | 14 km    |
| Yara     | Yara - Nella mitologia dei Tupi, sirena del Rio delle Amazzoni.                                                                     | 6,14° S    | 54,74° E    | 11 km    |